# Качуковское сельское поселение
Качуковское сельское поселение — сельское поселение в Знаменском районе Омской области.
Административный центр — село Качуково.тел(838179 34-3-27)

## Административное деление
| статус  | населённый пункт | год основания |
| ------- | ---------------- | ------------- |
| село    | Качу́ково         | 1800          |
| деревня | Макси́м Го́рький   | ?             |
| деревня | Ма́лая Ко́ва       | ?             |
| деревня | У́сть-Тама́к       | 1860          |